# Eikenvoorjaarsuil
De eikenvoorjaarsuil (Orthosia miniosa) is een nachtvlinder uit de familie Noctuidae, de uilen. De voorvleugellengte bedraagt tussen de 15 en 17 millimeter. De soort komt verspreid over Europa voor. Hij overwintert als pop.

## Waardplanten
De eikenvoorjaarsuil heeft als waardplant voornamelijk eik, maar ook kruidachtige planten, meidoorn en sleedoorn.

## Voorkomen in Nederland en België
De eikenvoorjaarsuil is in Nederland en België een zeldzame soort, die verspreid over het hele gebied kan worden gezien. De vlinder kent één generatie die vliegt van eind maart tot halverwege mei.